# Fire and Blood
«Fire and Blood» es el décimo y último episodio de la primera temporada de la serie de televisión Juego de tronos, una fantasía medieval de HBO. Se transmitió el 19 de junio de 2011, fue escrito por los creadores y productores ejecutivos del programa David Benioff y D. B. Weiss, y dirigida por Alan Taylor.
El título del episodio es el lema de la Casa Targaryen, y alude a las consecuencias de los eventos culminantes del episodio anterior. La acción del episodio gira en torno a las reacciones de la familia Stark tras la muerte de Eddard Stark: Sansa es tomada como rehén, Arya huye disfrazada, Robb y Catelyn conducen un ejército contra los Lannister, y Jon Nieve lucha con su lealtad dividida. Al otro lado del Mar Angosto, Daenerys debe hacer frente a la maga de sangre que le ha robado a su marido, su hijo y su ejército.
El episodio fue visto inicialmente por 3 millones de espectadores. Tuvo buena recepción por los críticos, que señalaron a la escena final como una forma particularmente fuerte para poner fin a la primera temporada, y fue nominado a un Premio Emmy por sus efectos visuales.

## Trama
Como en episodios anteriores, la acción en «Fuego y sangre» se entrelaza en múltiples lugares separados en y alrededor de los Siete Reinos de Poniente.

### En el Norte

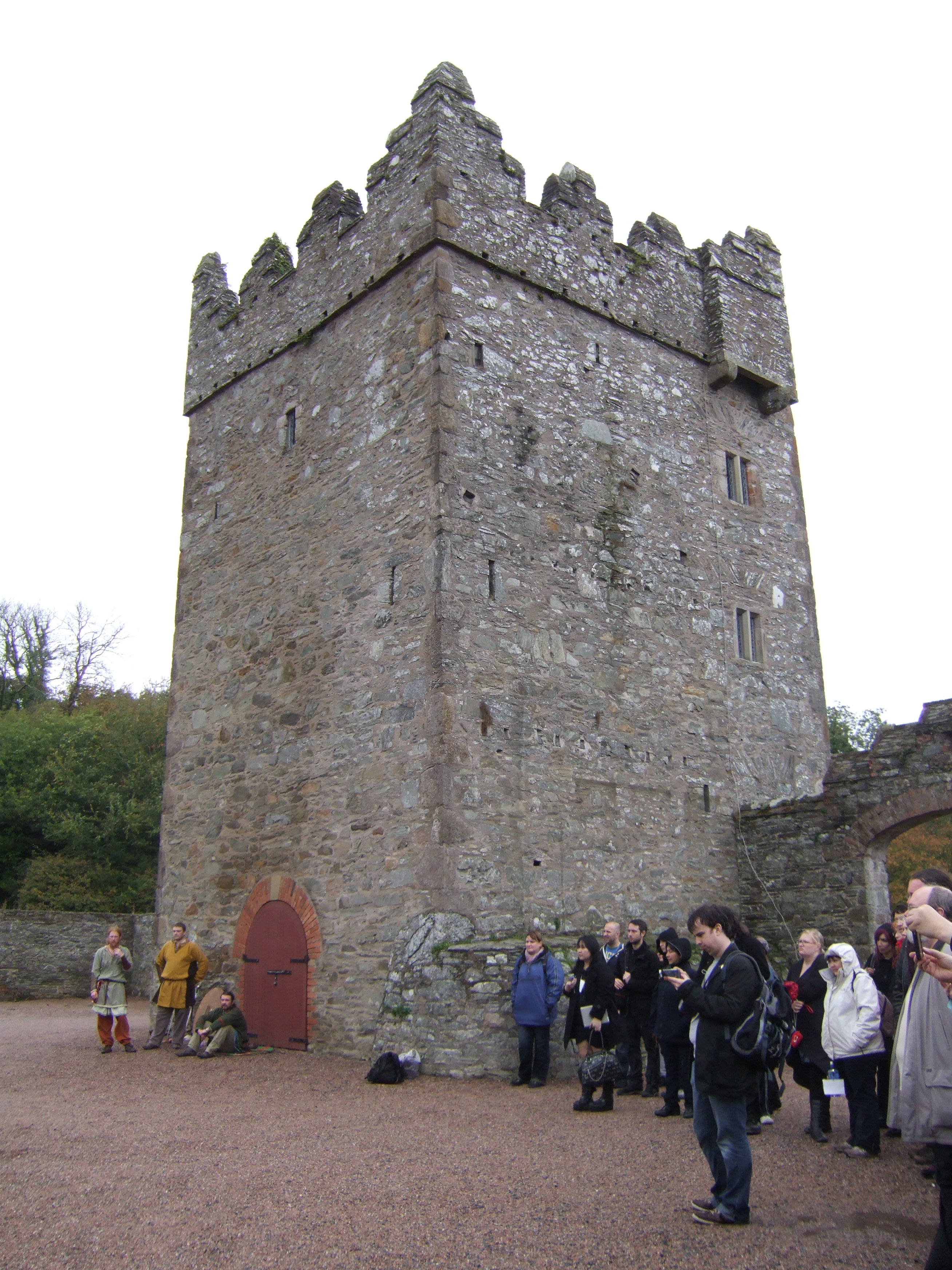
Lugar utilizado para filmar escenas de Invernalia.

Bran Stark (Isaac Hempstead-Wright) ordena a Osha (Natalia Tena) que lo lleve a la cripta de la casa Stark, debajo de Invernalia. Allí se encuentran con el menor de los hermanos Stark, Rickon (Art Parkinson), y su huargo Peludo. Ambos hermanos se sentían atraídos por las criptas después de soñar con la muerte de su padre Ned (Sean Bean). Posteriormente, el maestre Luwin (Donald Sumpter) les informa de la ejecución de su padre Ned.
En el campamento del ejército de los Stark, Catelyn Stark (Michelle Fairley) aconseja a su hijo Robb (Richard Madden), quien se aflige por la muerte de su padre. Robb jura venganza sobre los Lannister, pero Catelyn le recuerda que primero tienen que rescatar a sus hermanas Arya (Maisie Williams) y Sansa (Sophie Turner). Mientras los Stark consultan con sus aliados si apoyar a Stannis o a Renly Baratheon, quienes han desafiado el derecho al trono de Joffrey Lannister (Jack Gleeson), lord Jon Umber (Clive Manto) en su lugar aboga por la independencia del Norte. Theon Greyjoy (Alfie Allen) y los otros están de acuerdo, proclamando a Robb Rey en el Norte. Más tarde, Catelyn interroga al cautivo Jaime Lannister (Nikolaj Coster-Waldau), quien admite haber empujado a Bran por la ventana de la torre de Invernalia, pero se niega a decir por qué.

### En Desembarco del Rey
Joffrey lleva a Sansa a un pequeño puente de madera en lo alto de una almena y la obliga a mirar las cabezas de su padre y de otros miembros de la casa Stark clavadas en picas. Cuando Joffrey le dice que su plan es añadir la cabeza de Robb a la colección, Sansa lo desafía diciéndole que prefiere ver la cabeza de él allí, por lo que Joffrey ordena a uno de sus guardias abofetearla. Sansa contempla empujar a Joffrey fuera del puente, pero es detenida por el Perro, Sandor Clegane (Rory McCann), que le limpia la sangre de la boca y le dice que debe obedecer a Joffrey por su propia seguridad.
Mientras tanto, Arya, después de ser rescatada por Yoren (Francis Magee), un reclutador de la Guardia de la Noche, asume la identidad del niño Arry para escapar con él y sus nuevos reclutas. Después de ser molestada por dos jóvenes que planean robar su espada, Arya amenaza con matarlos hasta que Gendry (Joe Dempsie), hijo bastardo del rey Robert, los espanta. Arya y Gendry salen con la caravana de Yoren, con destino al Muro.

### En el campamento Lannister
Lord Tywin Lannister (Charles Dance) y sus seguidores hablan de sus recientes reveses: no solo han perdido una batalla importante y Jaime fue capturado por los Stark, los dos hermanos Baratheon ahora también los amenazan. Debido a la ejecución de Ned Stark por parte de su nieto Joffrey, se destruyó cualquier esperanza de paz entre los Stark y los Lannister. Tywin ordena a su hijo Tyrion (Peter Dinklage) ir a Desembarco del Rey, en su lugar, como la mano del Rey con el fin de mantener Joffrey bajo control. Contra las órdenes de su padre, Tyrion lleva a la prostituta Shae (Sibel Kekilli) a la capital.

### En el Muro
Jon (Kit Harington) intenta abandonar la Guardia de la Noche para unirse a Robb y vengar a su padre, a pesar de las súplicas de Sam (John Bradley). Perseguido por Sam, Pyp (Josef Altin) y Grenn (Mark Stanley), Jon les dice que se vayan, pero convencen a Jon para volver al Muro recitando el juramento que hicieron al unirse a la Guardia de la Noche. A la mañana siguiente, el lord comandante Jeor Mormont (James Cosmo) le hace saber a Jon que él es consciente de su intento de deserción, diciéndole que si ejecutase a todos los que intentan desertar, prácticamente no habría nadie cuidando el Muro. Luego, ordena a Jon que se una a él en una expedición más allá del Muro, destinada a contrarrestar la amenaza de los salvajes y los caminantes blancos y encontrar al desaparecido explorador Benjen Stark (José Mawle).

### Al otro lado del mar Angosto
Daenerys Targaryen (Emilia Clarke) despierta y descubre a través de ser Jorah Mormont (Iain Glen) que su hijo nonato murió debido al hechizo de Mirri (Mia Soteriou) para salvar la vida de Khal Drogo (Jason Momoa). Drogo ha quedado en estado vegetativo, lo que hace que la mayor parte de sus seguidores lo abandonen. Daenerys acusa a Mirri de engañarla por no revelar el precio real de su magia y ella revela que trató de vengar la destrucción de su pueblo y su gente. Incapaz de soportar la condición de su marido, Daenerys asfixia a Drogo con una almohada.
Daenerys y el resto de sus seguidores construyen una pira funeraria a Drogo, en cuya cima pone sus huevos de dragón y ordena a ser Jorah atar a Mirri a la pira. Tras prender fuego a la misma, Daenerys se declara la reina de un nuevo khalasar, liberando a los que se quedarían con ella. A pesar de las preocupaciones de Jorah, Daenerys entra en la pira. Al amanecer, Jorah y el khalasar la encuentran sana y salva entre las cenizas, cargando a tres crías de dragón. Asombrados, se inclinan ante Daenerys mientras una de las crías se encarama sobre el hombro y deja escapar un grito.

## Producción
El episodio fue escrito por los productores ejecutivos David Benioff y D. B. Weiss. igual que el resto de la primera temporada, se adapta la trama de Juego de tronos, la primera novela de la Canción de hielo y fuego, la serie de George R. R. Martin. El episodio abarca los capítulos 66 a 73 de la novela, es decir, Arya V, Bran VII, Sansa VI, Daenerys IX, Tyrion IX, Jon IX, Catelyn XI y Daenerys X. También cubre parte de la segunda novela, Choque de reyes: Arya I (capítulo 1) y parte de Catelyn VII (capítulo 56). Escenas adicionales para la adaptación incluyen a Catelyn y Robb recibiendo noticias de la muerte de Eddard, la revelación de Cersei Lannister sobre su noche de bodas y la relación de Lancel, así como las interacciones entre el Gran Maestre Pycelle, la prostituta Ros, Varys y Meñique.
Los dragones que aparecen en el final del episodio fueron diseñados por Bluebolt, Reino Unido, la agencia principal de VFX de la primera temporada. La supervisora de efectos especiales Angela Barson confirmó que los dragones CGI fueron algunos de los efectos más estresantes, que provocaron noches de insomnio. Al comentar sobre la escena culminante del episodio, donde las crías de dragones nacen, la actriz Emilia Clarke, dijo a VH1: "Ves la relación que tiene con Dany sus huevos, y se ve que crece y crece y crece un tipo de conexión intuitiva que tiene con ellos, se ve desarrollarse realmente muy bien." Clarke también dio a entender que ella espera "llegar a jugar un poco más con los dragones!" en la segunda temporada, sobre la base de sus conversaciones con el autor del libro y el productor ejecutivo George R. R. Martin. "VFX Data Wrangler" Naill McEvoy ha confirmado que la presencia de los dragones y los wargos será cada vez mayor en la segunda temporada.
El nombre de Sean Bean aparece en los créditos iniciales, a pesar de que el actor no aparece en el episodio.

## Recepción

### Audiencia
«Fuego y sangre» fue emitido originalmente por HBO en Estados Unidos y Canadá el 19 de junio de 2011. Fue el episodio más visto de la temporada, con aproximadamente 3,041 millones de espectadores, y obtuvo una cuota de pantalla del 1,4% en la franja de adultos entre 18 y 49 años. Contando las repeticiones, el episodio reunió una audiencia total de 3,9 millones de televidentes.

### Premios
"Fuego y Sangre" fue nominada para los Premios Emmy por "Mejores efectos especiales para una serie de 2011", pero no ganó. Los contribuyentes citados en la presentación de candidaturas fueron el supervisor de efectos especiales de Adam McInnes, el segundo supervisor de efectos especiales y supervisor de efectos especiales Angela Barson; el productor de efectos especiales Lucy Ainsworth-Taylor, supervisor de CGI Raf Morant, el Jefe de efectos especiales Henry Badgett; artista matte Damien Mace, supervisor de efectos especiales Stuart Brisdon y el supervisor de efectos especiales Graham Hills.

### La respuesta de la crítica
"Fuego y sangre", recibió críticas positivas, y la aclamación de la escena final.
Matt Fowler, de IGN escribió que "Sangre y fuego" no era exactamente un gran episodio, pero que los fanes de los libros sin duda apreciar las pequeñas partes del segundo libro, Choque de Reyes, incluido para ayudar a establecer la segunda temporada el próximo año. " Calificó el episodio 8,5 de 10 Todd VanDerWerff del AV Club le dio una "A-", comentando:
"La serie, sobre todo, ha demostrado que está dispuesta a expandir algunos de estos momentos emocionales o filosóficos, para obtener el máximo partido de las interpretaciones de los actores y darles escenas en las que pueden ampliar sus personajes más allá de lo que está en los libros. En un final que podría haberse sentido demasiado disperso -mostrar a todos los personajes principales de la temporada que siguen vivos- la sensación de que las cabezas frías impedirían una mayor guerra, pero se vieron frustrados por cabezas más jóvenes, más calientes, que es lo que une a la historia".
David Sims, quien también escribe para el A.V. Club, lo calificó como un final apropiado para la temporada, "dejando absolutamente a todos salivando para la segunda temporada". Jennifer Braun, que escribe para la  Star-Ledger, elogió el episodio  "tengo que decir, es un placer sólo ver todas las cosas brillantes que a los aparadores de ajuste HBO se les ocurrió para la tienda de campaña de Tywin Lannister" y la autenticidad de los dragones "y wow, HBO, con sus efectos especiales. Los dragones bebé se ve tan real como los perros en la serie".